# 天下第一剑 (1968年电影)
《天下第一剑》（英語：The Fastest Sword）是1968年潘壘执导的香港武侠剧情类电影，由祝菁、鲁平等人领衔主演，该电影主要讲述一个江湖第一剑客的故事。

## 劇情簡介
江湖中有一位剑士，他叫丁梦豪，人称南剑丁梦豪，此人剑术高超，和别人过招从未失败。
可随后，他却被一个老者击败，出于兑现比剑之前的约定，他和老者相处一段时间，而在和老者的相处以及修炼中，丁梦豪逐渐不再那么争强好胜。
等到他离开老者，并因为一个意外而杀死了一个和他比剑的青年后，他便决定归隐，不再和别人比剑。
然而又过了一段时间，一些盗贼意外的得知了他的身份，并想杀死他，而丁梦豪对此不得已，只好重新拿起剑，并和一个想和他比剑的人合作，一起击退了盗贼。
随后，丁梦豪和这个想和他比剑的人比起了剑。不过，虽说丁梦豪最后击败了这个人，但是他却不愿意再和任何人比剑，于是他用一些方式来宣布自己已经死去，从而，世间再无天下第一剑……

## 演员
- 鲁平
- 祝菁
- 高鸣
- 韩江
- 卢苇
- 赵强
- 罗棋
- 李冠章
- 蒋青峰
- 金利生
- 川原
- 凌霄
- 罗汉
- 闵敏
- 太郎
- 强汉

## 相關連結
- 香港影庫上《天下第一剑》的資料（繁體中文）
- 豆瓣电影上《天下第一剑》的資料 （简体中文）
- 互联网电影数据库（IMDb）上《天下第一剑》的资料（英文）